# بیگا (ارابه)

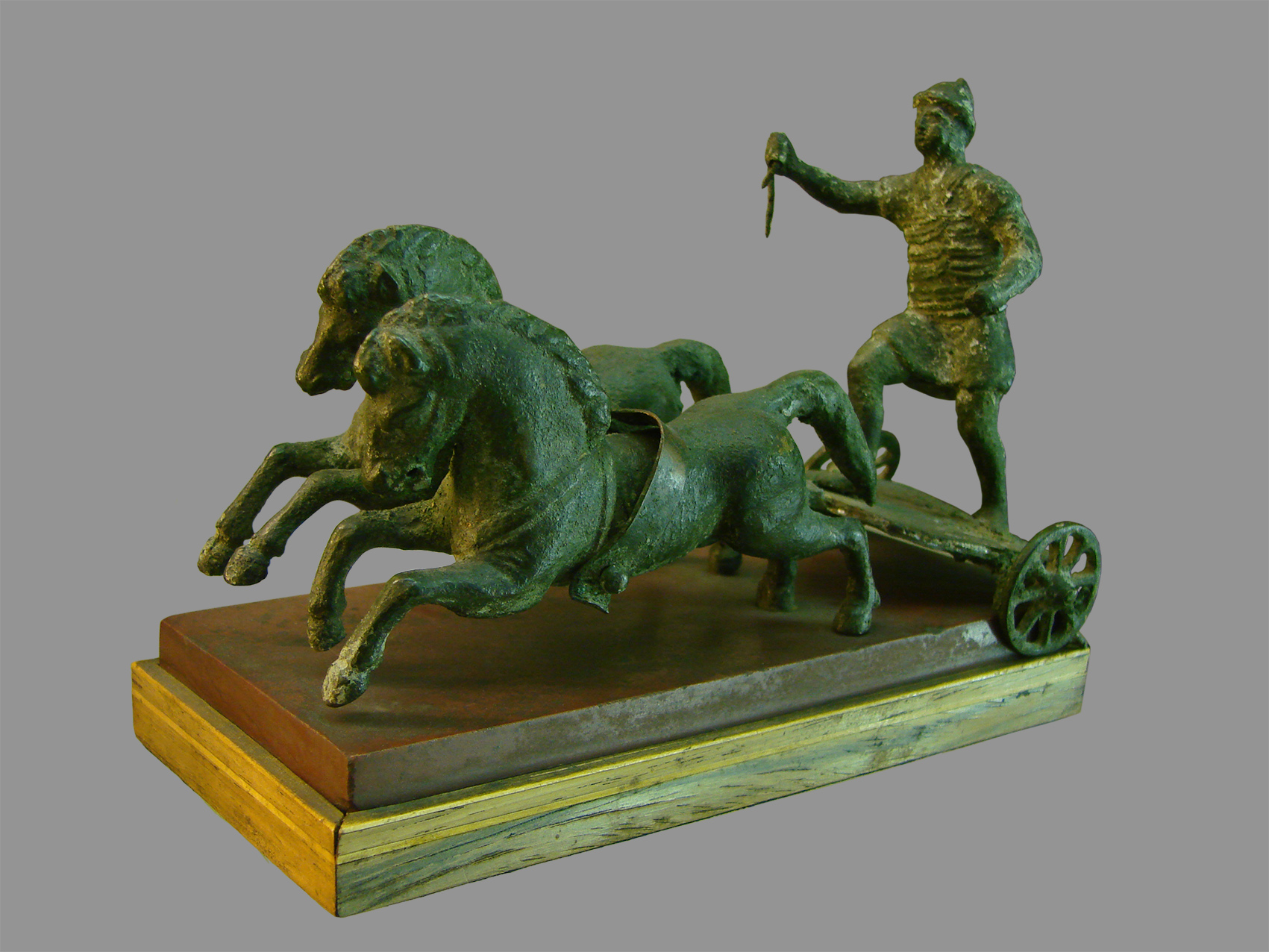
مجسمه برنزی بیگا از گل روم (فرانسه)

بیگا (انگلیسی: Biga) ارابه یا گردونه دو اسبی است که در روم باستان برای ورزش، حمل و نقل و مراسم استفاده می‌شد. حیوانات دیگر ممکن است در هنر و گاهی اوقات برای مراسم واقعی جایگزین اسب شوند. اصطلاح بیگا همچنین توسط محققان مدرن برای ارابه‌های مشابه دیگر فرهنگ‌های مردم نیاهندواروپایی، به ویژه ارابه دو اسبی یونانیان باستان و سلت‌ها استفاده می‌شود. راننده بیگا یک بیگاریوس است.